# Малтский район
Малтский район (латыш. Maltas rajons) — бывший административный район Латвийской ССР.
Создан 31 декабря 1949 году путем объединения бывшего Режицкого уезда, Малтской волости, Ружинской волости, Силаянской волости и части территории Андрупенской волости. Центр района — населённый пункт Малта. На момент создания Малтский район включал в себя 24 сельсовета. С 1952 по 1953 год Малтский район входил в Даугавпилсскую область.
После создания Малтского района началась интенсивная застройка. Отреставрирован Дом культуры, построены молочный завод, больница и школа. С 1950 по 1967 год построено 332 индивидуальных дома, обеспечивающих приток новых жителей.
Малтский район ликвидирован 11 ноября 1959 года, территория района была включена в Резекненский и Вилянский районы..